# Elena Popea
Elena Popea (ur. 15 kwietnia 1879 w Braszowie, zm. 19 czerwca 1941 w Bukareszcie) – rumuńska malarka.

## Życiorys
Urodziła się w rodzinie rumuńskiej w Braszowie, który w tym czasie stanowił część Austro-Węgier. Była córką nauczyciela gimnazjalnego Ioana Popei. Odbyła studia filologiczne w Lipsku, a następnie kształciła się w zakresie malarstwa - w Berlinie i w szkole dla kobiet w Monachium (Münchner Künstlerinnenverein). Z Monachium przeniosła się do kolonii artystów w Landsberg am Lech, gdzie pobierała prywatne lekcje od Angelo Janka i Caroline Kempter.
Po raz pierwszy zaprezentowała swoje obrazy publicznie na wystawie zorganizowanej przez organizację ASTRA (Asociația Transilvană pentru Literatura Română și Cultura Poporului Român) w Sibiu. Kolejne wystawy prac Eleny Popei mogli obejrzeć miłośnicy sztuki w Bukareszcie i w Klużu. W czasie I wojny światowej mieszkała w Paryżu, gdzie wystawiała swoje prace w Galerie nationale du Jeu de Paume i w Salon des indépendants. Wystawiała swoje prace także w Norwegii, Grecji i w Egipcie. W 1922 kształciła się pod kierunkiem André Lhote'a w jego akademii w dzielnicy Montparnasse.

## Twórczość
Twórczość Eleny Popei jest najbliższa modernizmowi, ale pozostawała także pod wpływem impresjonizmu, ekspresjonizmu i kubizmu. Większość jej obrazów stanowią pejzaże i sceny rodzajowe.

## Galeria

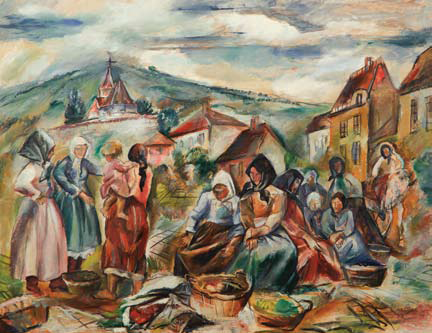
Targ w Ardeal
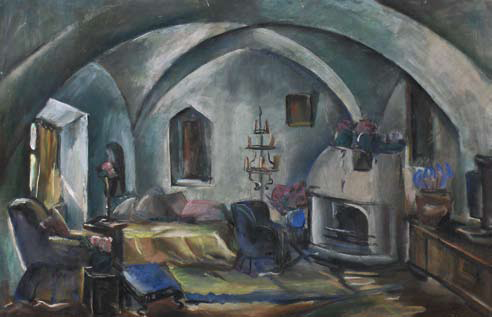
Wnętrze Zamku Bran
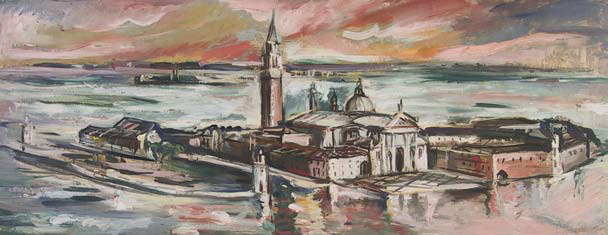
Pejzaż włoski
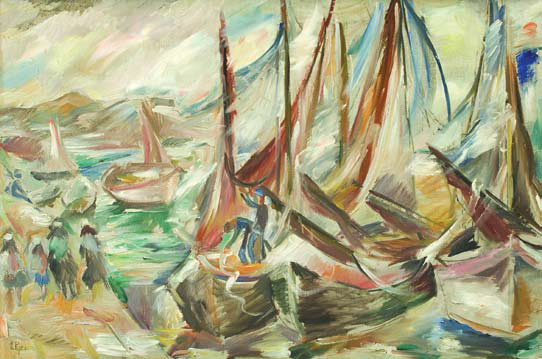
Łodzie
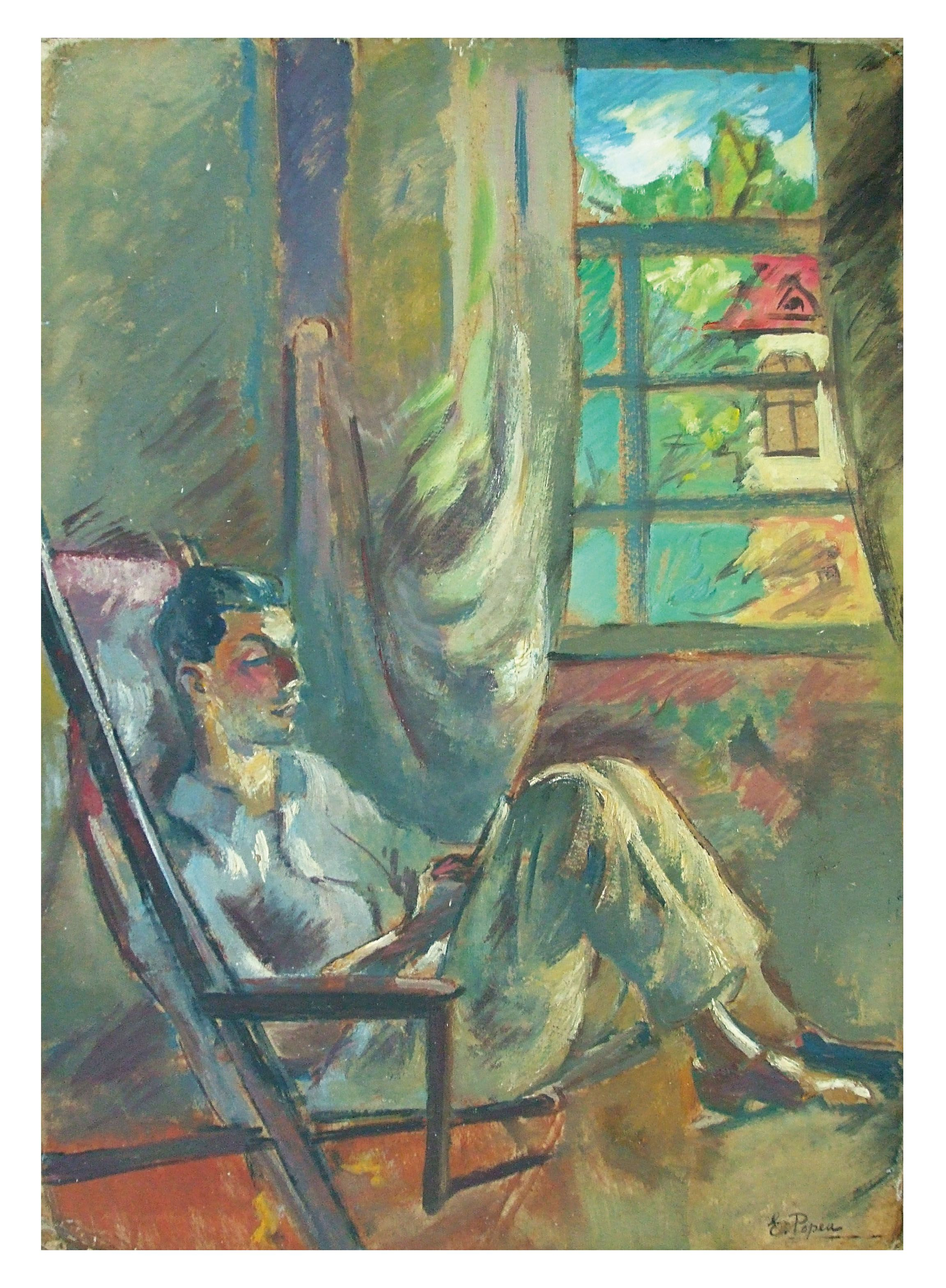
Czytanie